# Báthory Erzsébet
Nữ bá tước Erzsébet Báthory (Báthory Orsolya trong tiếng Hung, Alžbeta Bátoriová trong tiếng Slovak, Alžběta Báthoryová trong tiếng Séc, Elżbieta Batory trong tiếng Ba Lan) (sinh ngày 7/8/1560 – mất ngày 21/8/1614 hoặc trước đó vài ngày) là một nữ bá tước thuộc dòng họ quý tộc Báthory người Hungary, nổi tiếng là xinh đẹp và tàn ác. Bà có lẽ là một trong số phụ nữ giết người nhiều nhất được ghi nhận trong lịch sử tính đến thời điểm hiện nay.
Bà đã được Sách kỷ lục Guinness gán cho danh hiệu là nữ sát thủ giết nhiều người nhiều nhất, dù số lượng nạn nhân chính xác là điều tranh cãi. Báthory và bốn người tay sai bị cáo buộc tra tấn và giết chết hàng trăm phụ nữ trẻ giữa 1585 và 1610 . Con số nạn nhân cao nhất được trích dẫn trong phiên tòa xét xử Báthory là 650 người. Tuy nhiên, con số này xuất phát từ tuyên bố của một người phụ nữ tên là Susannah rằng Jacob Szilvássy, quan chức của triều đình nữ bá tước Báthory, đã nhìn thấy những con số trong một cuốn sách riêng của Báthory. Cuốn sách này không bao giờ được tiết lộ, và Szilvássy không bao giờ đề cập trong lời khai của ông . Mặc dù các bằng chứng chống lại Erzsébet, ảnh hưởng của gia đình bà đã giúp bà khỏi phải đối mặt với xét xử. Bà đã bị giam cầm tháng 12 năm 1610 trong Lâu đài Csejte, Thượng Hungary, hiện nay ở Slovakia, nơi bà vẫn bị giam cầm trong một loạt phòng đến khi bà mất bốn năm sau đó.
Những câu chuyện về vụ giết người hàng loạt của bà và sự tàn bạo được xác nhận qua lời khai của hơn 300 nhân chứng và những người sống sót cũng như vật chứng và sự hiện diện của các xác chết kinh hoàng, các cô gái bị giam cầm và chết được tìm thấy tại thời điểm bà bị bắt giữ . Các câu chuyện thường gán cho các xu hướng giống ma cà rồng của bà (nổi tiếng nhất câu chuyện bà này tắm trong máu của các trinh nữ để níu giữ lại tuổi trẻ của mình) thường được ghi nhận năm sau khi chết và được coi là không đáng tin cậy. Câu chuyện về bà đã nhanh chóng trở thành một phần của văn hóa dân gian dân tộc , và nỗi ô nhục của bà vẫn tồn tại cho đến ngày nay. Bà thường được so sánh với Vlad III Ţepeş của Wallachia, người mà nhân vật hư cấu Bá tước Dracula được dựa một phần trong tác phẩm này, và đã được biệt danh là Nữ bá tước Máu và Nữ bá tước Dracula.

## Tiểu sử
|  |

Dòng họ Báthory là một dòng họ quý tộc nổi tiếng ở Hungary. Vua Ladislaus IV của Hungary (1262-1290) đã phong tặng vùng đất Nyírbátor thuộc Szabolcs cho Briccius Báthory, con trai của Andrew of Rakoméz, cháu nội Nikolaus nhằm thưởng cho đóng góp trong quân đội.
Cậu của bà là vua Báthory István (1533-1586) của Ba Lan. Bà là con của Báthory György và bà Báthory Anna.
Không tìm thấy tài liệu nào nói về các anh chị em của bà. Tuy nhiên, có thể bà là con thứ hai trong số bốn anh chị em, trong đó có một con trai cả là Báthori István (1555-25/7/1605), hai người còn lại là Klára và Zsófia.

### Tuổi thơ
Ngay từ thuở bé, Erzsébet đã tỏ ra có năng khiếu với các ngoại ngữ: tiếng Latinh, Đức và Hy Lạp
Cha cô, ông Báthory György mất khi cô mới 10 tuổi (1570).

### Lập gia đình
|  |  |

Erzsébet đính hôn năm 15 tuổi và kết hôn 8/3/1575 với bá tước Nádasdy Ferenc tại Varannó, dọn đến ở lâu đài Nádasdy tại Sárvár, sau đó lại chuyển sang Csejtére.
Erzsébet có tất cả năm lần sinh nở (theo nguồn tin khác thì 6, trong đó có 1 lần trước khi kết hôn). Năm 1585, Erzsébet sinh con gái đầu Anna; con gái thứ hai Orsolya và con trai lớn András bị chết non; hai con trai cuối của họ - Pál và Miklós - sinh năm 1598, sáu năm trước khi Nádasdy mất. Có nhiều giả thiết cho cái chết của ông. Có báo cáo nói rằng do chấn thương trong chiến trận; lại có nguồn tin cho rằng vì bị một gái điếm ở Bucarest đâm khi ông quỵt không trả tiền .

## Tội ác

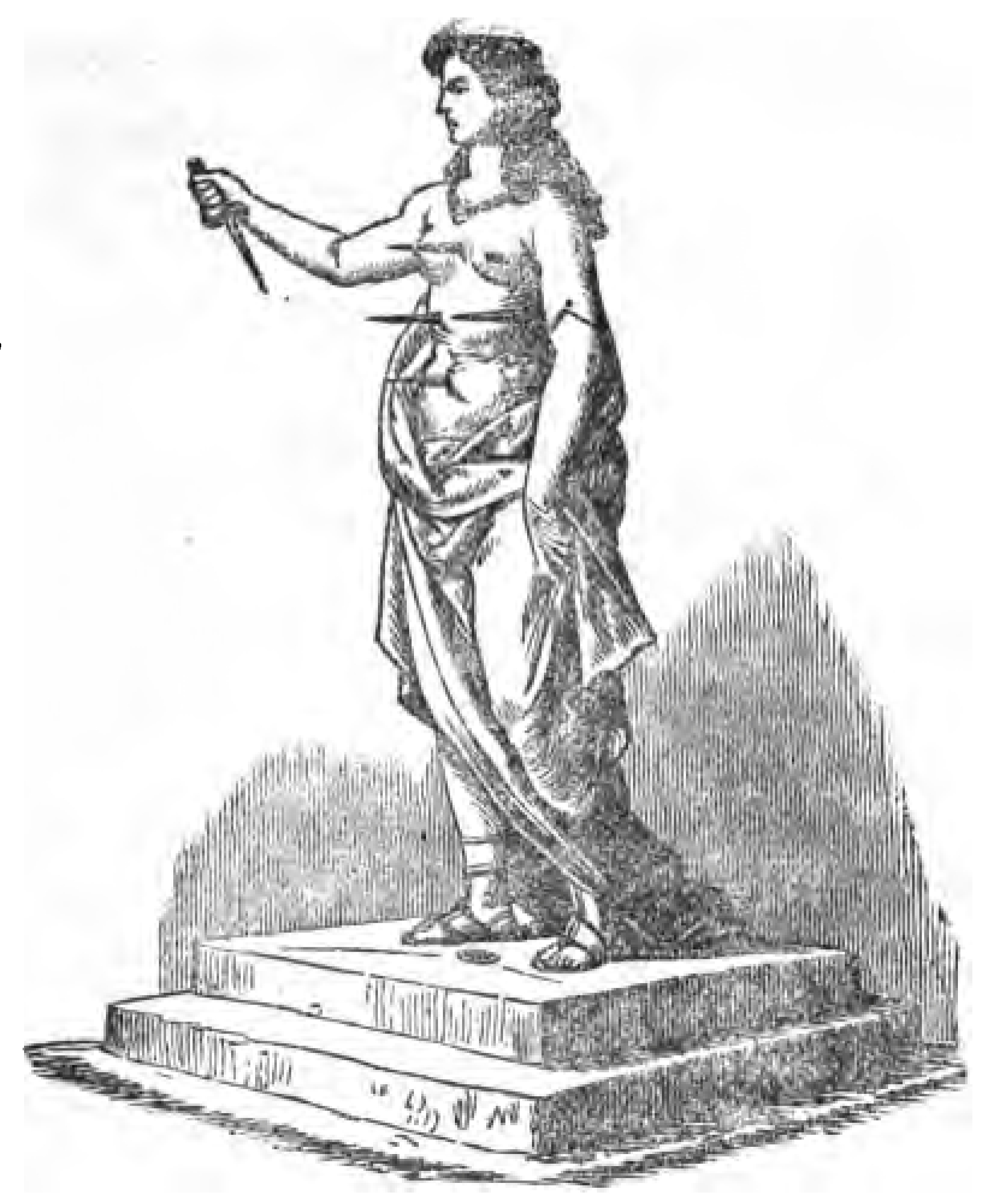
Các cô gái bị xiên ở lâu đài Cseithe, Waagthal

Những trò độc ác của bà được đồn thổi khá nhiều, theo những lời khai thì gồm các hành động như sau:
- Đánh đập nặng dẫn đến tử vong
- Cắt tay, đốt và cắt các bộ phận mặt và cơ quan sinh dục
- Cởi quần áo giữa trời tuyết giá lạnh, dội nước cho đến khi chết cứng
- Cắn xé thịt nạn nhân cho đến chết
- Bỏ đói cho chết
- Lạm dụng tình dục
- Tùng xẻo cho đến chết
- Giết và lấy máu trinh nữ để tắm

## Điều tra, xét xử và cái chết

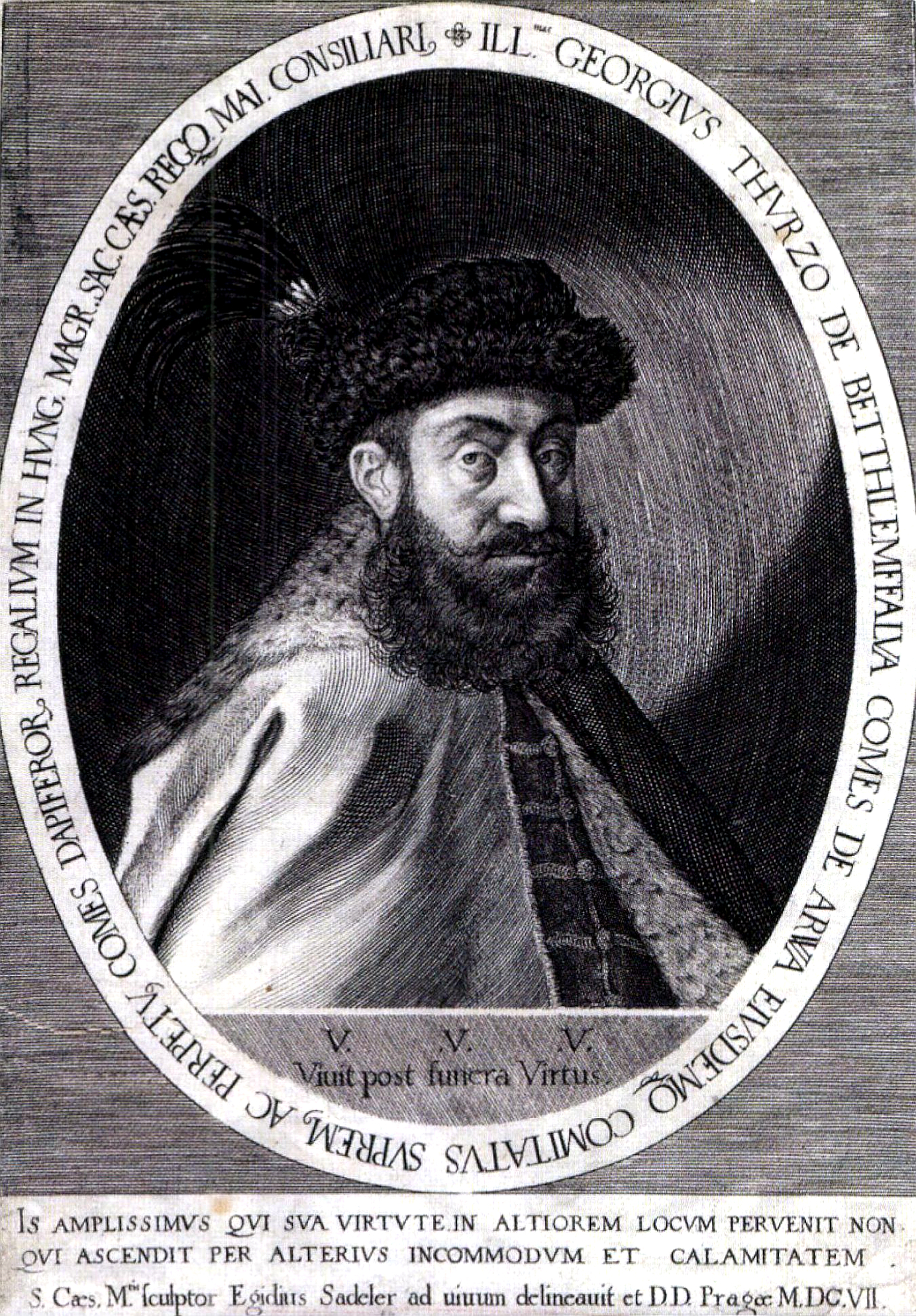
Thurzó György

Vua Hungary là Matthias II cuối cùng cũng nghe được những lời than về  Erzsébet và sai bá tước Thurzó György（1567– 1616), em họ của  Erzsébet tới điều tra.
Ngày 30/12/1610, Thurzó với hai nhân chứng và một nhóm lính đột nhập lâu đài và kinh hoàng với những gì nhìn thấy: một cô gái đã chết nằm giữa đại sảnh, máu toàn thân bị rút hết; một cô khác còn thoi thóp sống nhưng toàn thân bị rạch nát, và một số cô gái khác bị treo lên sẵn.
Vụ việc trở nên quá ghê rợn. Vua Matthias đề nghị Thurzó tử hình Erzsébet, nhưng bá tước đã thuyết phục thành công vua rằng việc đó sẽ ảnh hưởng nặng nề đến giới quý tộc và xin hoãn phiên tòa. Ngày 7/1/1611, tòa án tối cao hoàng gia đã họp dưới sự xét xử của Theodosious Syrmiensis de Szulo và 20 thẩm phán tại Bytča, với sự vắng mặt của Erzsébet. Các tòng phạm Dorottya Szentes (Ilona Jó), Ilona Jó và János Újváry ("Ibis" hay Ficko) bị xử tử hình; Erzsébet cũng được đề nghị tử hình nhưng mang trong mình dòng máu hoàng gia, hơn nữa do xét đến công lao của chồng, ngài bá tước Nádasdy Ferenc nên đã được miễn án này nhưng phải chịu giam cầm suốt đời tại lâu đài Csejthe.
Ngày giờ chết của bà không được xác định rõ ràng. Người ta chỉ biết rằng vào ngày 21/8/1614, sau gần 4 năm giam giữ, một người cai ngục không thấy bà đụng đến thức ăn đã nhìn qua khe cửa thấy nữ bá tước nằm gục mặt xuống sàn. Thi thể của bà sau đó được chôn tại nhà thờ Csejte, nhưng do sự phản đối của dân làng về "con hổ cái Csejte" nên được chuyển đến quàn tại nơi sinh ra là thị trấn Nagyecsed vùng Szabolcs-Szatmár-Bereg
Elizabeth đã uống và tắm trong máu của 650 trinh nữ để giữ gìn sự trẻ trung của mình, vì tin tưởng rằng máu sẽ giúp mình trường sinh bất tử. Bà là hình mẫu mà nhà văn Bram Stoker mượn để tạo dựng nên Bá tước Dracula.

## Ảnh hưởng
Sự tàn ác, đặc biệt là hứng thú thèm khát máu của bà góp phần Bram Stoker xây dựng hình tượng nhân vật Bá tước Dracula cho tiểu thuyết cùng tên
Đã có ít nhất ba bài thơ viết về tội ác của bà do Garay János, Vachott Sándor và Robert Peters viết.
Nhiều ban nhạc black metal đã đặt tên ban nhạc, tên album và tên bài hát theo tên của bà; ban nhạc Cradle of Filth dành album Cruelty and the Beast hát về bà.
Từ năm 1970 đến 2010 đã có ít nhất 32 phim được xây dựng xoay quanh bà; hơn 20 tác phẩm văn học khai thác các khía cạnh khác nhau của nữ bá tước người Hung này. Đã có 7 vở kịch được dàn dựng từ năm 1865 đến 2010.
Nhiều trò chơi cũng được dựng lên từ hình ảnh con quỷ khát máu, nữ bá tước dòng họ Bathory.

### Một số phim

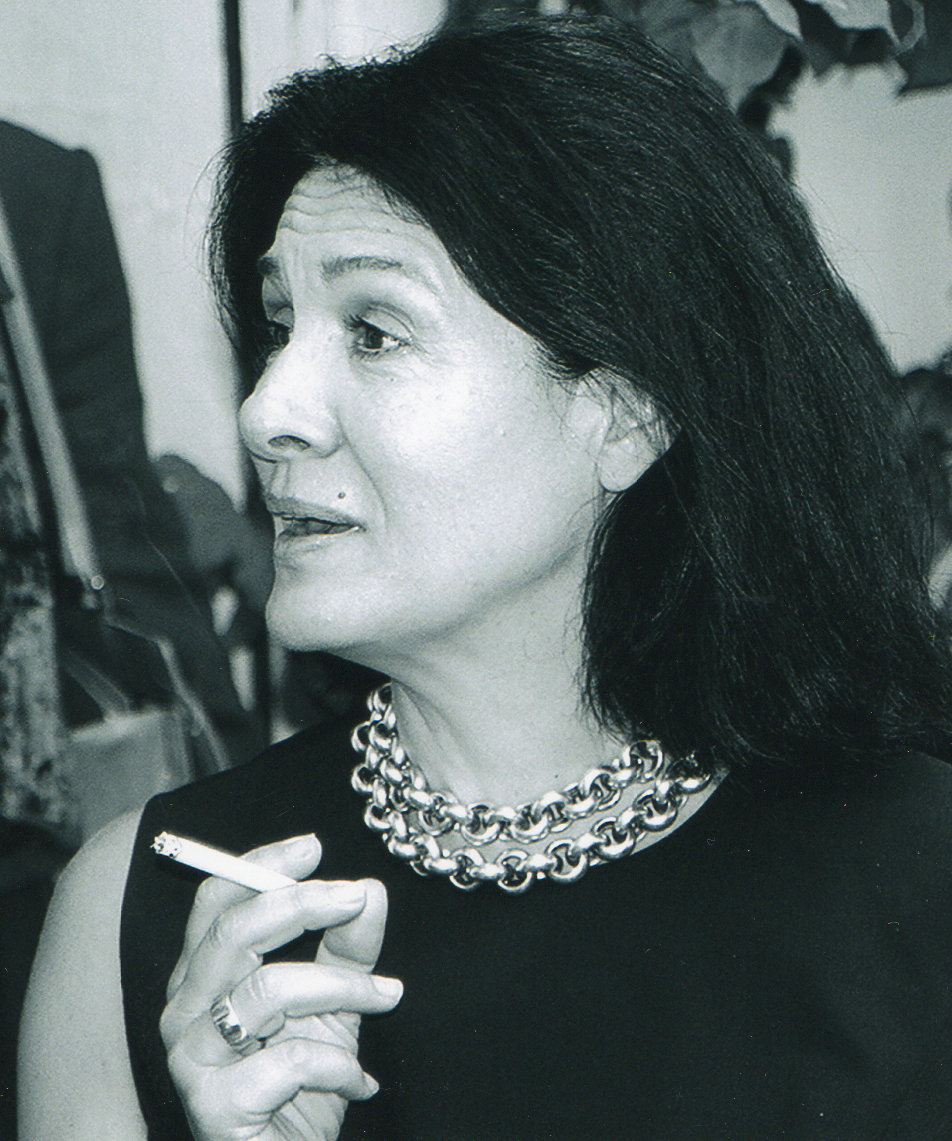
Paloma Picasso

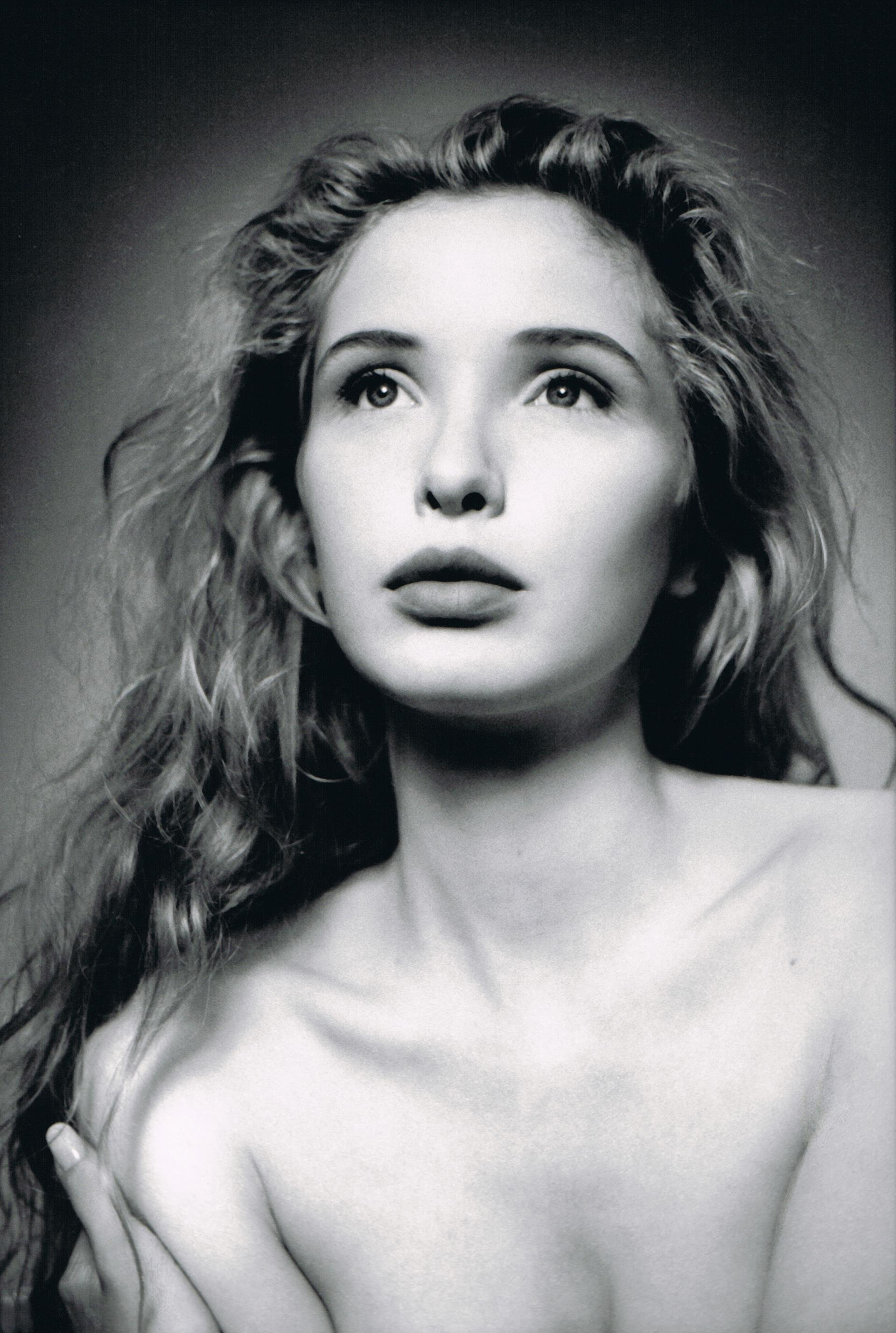
Julie Delpy

- Nữ bá tước Dracula (phim 1971) đạo diễn Peter Sasdy, Ingrid Pitt thủ vai nữ bá tước.
- Con gái của Bóng tối (phim 1971) đạo diễn Harry Kümel, do Delphine Seyrig thủ vai.
- El Retorno de Walpurgis (1973).
- Immoral Tales phim khiêu dâm 1974, đạo diễn Walerian Borowczyk, Paloma Picasso con gái út của danh họa Pablo Picasso thủ vai.
- Thirst (phim 1979) đạo diễn Rod Hardy.
- Dracula (phim 1992) đạo diễn Francis Ford Coppola.
- Eternal (phim 2005) đạo diễn Wilhelm Liebenberg và Federico Sanchez
- Lời nguyền của Dracula (phim 2006) đạo diễn Leigh Scott, Christina Rosenburg thủ vai.
- Hostel: Part II (phim 2007) đạo diễn Eli Roth, Monika Malacova thủ vai.
- Bathory (phim 2008) đạo diễn Juraj Jakubisko, Anna Friel thủ vai.
- The Countess (phim 2009) đạo diễn Julie Delpy, Julie Delpy thủ vai.
- Nữ bá tước khát máu (phim 2010) đạo diễn Ulrike Ottinger, Tilda Swinton thủ vai
- 2013 – Epitaph: Bread and Salt (Nathyn Brendan Masters), with Kaylee Williams as "Liz Bathory"[11]
- 2013 – Chastity Bites (John V. Knowles), with Louise Griffiths as "Liz Batho/Elizabeth Bathory"[12]
- 2013 – Fright Night 2: New Blood, with Jaime Murray as Gerri Dandridge (who's actually Elisabeth Bathory)
- 2014 – Documentary Movie (Pavel Novotny) 400 Years of bloody Countess - The secret behind the secret[13]
- 2015 – Salem: Bloodbath[14]
- 2015 – Lady of Csejte (Blood Countess, UK Title)